# 悬挂式滑翔

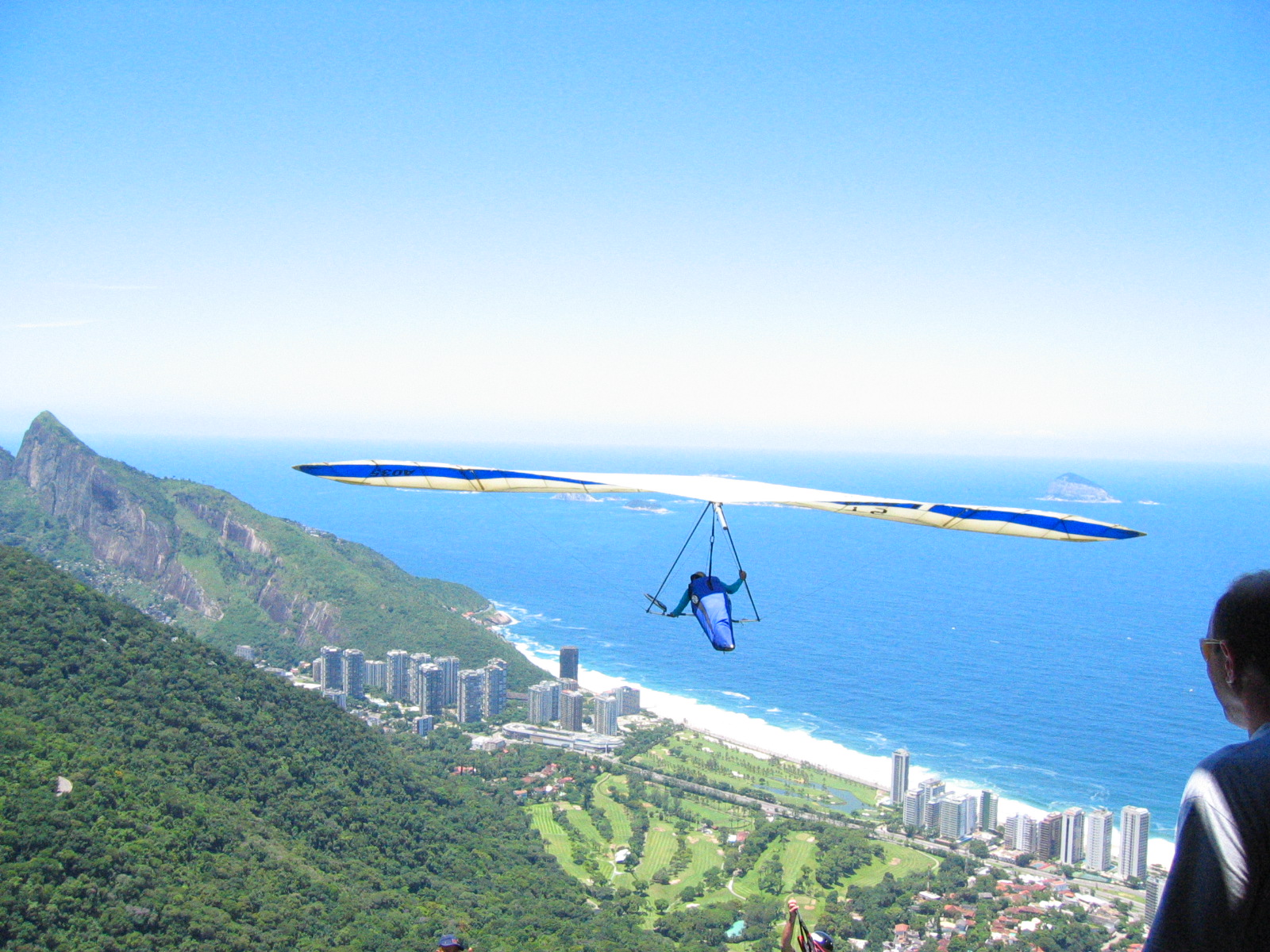
悬挂式滑翔

悬挂式滑翔（英語：hang gliding）是一种以轻型、无动力的滑翔翼（hang glider）乘风飞行的航空运动。滑翔翼通常又称三角翼（Delta plane），大部分现代滑翔翼都是以铝合金或复合材料构成骨架并铺以蒙皮。滑翔翼的飞行员一般悬挂在翼体下方俯式飞行，利用身体的重心移动来操纵。在悬挂式滑翔面世初期，由于滑翔翼技术性能上的限制，飞行高度低、距离短；然而随着技术进步，现代的滑翔翼能够持续翱翔长达几个小时，利用上升热气流爬升到超过1000米以上的高空，续航距离可长达数百公里，甚至进行特技飞行表演。与任何航空运动一样，悬挂式滑翔也具有一定风险，除了认识滑翔飞行守则，多数学员都是由有资质的教练辅导，循序渐进地进行练习。

## 历史
早在莱特兄弟发明飞机之前，以滑翔翼这样的简易飞行工具，实现人类飞翔的概念其实早已出现。
公元19年，新朝皇帝王莽博募有奇技术可以攻匈奴者，“或言能飞，一日千里，可窥匈奴。莽辄试之，取大鸟翮为两翼，头与身皆著毛，通引环纽，飞数百步堕。”（出自《汉书•卷九十九下•王莽传下》）
而在西据17世纪摩洛哥历史学家艾哈迈德·穆罕默德·艾马卡里（Ahmed Mohammed al-Maqqari）的记述，早在公元875年就有大量目击者记录，科尔多瓦的摩尔人博學家阿拔斯·伊本·弗納斯（Abbas Ibn Firnas），当时已经65岁，从科尔多瓦的城墙起飞，飞行几百尺后又回到了出发点，但他在着陆时伤到了后背，无法再进行第二次飞行，并在12年后因后背的伤势而去世，但这仍然被视为航空史上人类第一次成功的飞行。
在1003年（一说1008年），一位名为乔哈里（Hammad al Jauhari）的伊朗学者尝试从尼沙布尔（Nishapur）的清真寺的顶上起飞，但不幸失败去世。
在英国历史学家威廉（William of Mabmesbury）的著作中，描写了11世纪马姆斯伯里修道院的教士埃默（Elmer of Malmesbury），在1000年至1010年期间，他自己曾做了一对翅膀，然后从修道院塔顶跳出，飞了约200米，坠地后双腿骨折。
到了17世纪的奥斯曼土耳其时代，土耳其旅游家愛維亞·瑟勒比（Eviliya Celebi）编著了一部土耳其语的旅行记，名为《旅行之書》（Seyahatname），书中第一卷记载了这样一件飞行的故事，据说在苏丹穆拉德四世在位时的鄂图曼帝国时期，在1638年一位名为赫扎芬·艾哈邁德·切萊比（Hezârfen Ahmed Çelebi）的年轻博学家，利用一对人造大翅膀，爬上了金角湾畔的加拉塔石塔（Galata Tower）上，飞越博斯普鲁斯海峡，在对岸于斯屈达尔（Uskudar）的窦根希乐（Dogancilar）广场平安着陆。他的杰出成就，远在莱特兄弟发明飞机之前二百年，而且成功地飞行超过两公里；为这壮举讓苏丹奖励了他1000金币，但由于宗教领袖和宫廷顾问的反对，赛勒比被流放到阿尔及利亚，两年后以31岁之龄客死他乡。

## 相關

### 動漫
- 《名偵探柯南》中怪盜基德所使用的白色滑翔翼
- 《小馬寶莉》中Apple Bloom第一季第十二集用過土黃色滑翔翼

## 相关链接
滑翔类飞行项目比较列表